# Małgosia contra Małgosia
Małgosia contra Małgosia – polski film fabularny z 2008 r., w reżyserii Patrycji Hurlak, na podstawie powieści Ewy Nowackiej o tym samym tytule.

## Obsada
- Edyta Herbuś – Małgosia
- Marcin Błaszak – Joachim
- Artur Chamski – Rafał
- Marta Dąbrowska – Kryśka
- Łukasz Dziemidok – Marcin
- Adam Fidusiewicz – Krzysiek
- Jarosław Gdański – milicjant
- Krzysztof Gęborys – pan Henio
- Janusz Józefowicz – ojciec Jurek
- Anna Lamparska – Majka
- Katarzyna Mazurek – Asia
- Michał Milowicz – milicjant
- Artur Pontek – Jacek
- Marek Siudym – wykładowca
- Daniel Zawadzki – Michał
- Beata Ścibakówna – matka Renata